# Джиба
Джѝба (на италиански и на сардински: Giba) е село и община в Южна Италия, провинция Южна Сардиния, автономен регион и остров Сардиния. Разположено е на 59 m надморска височина. Населението на общината е 2098 души (към 2010 г.).